# Bükki művésztelep
A Bükki művésztelepet Tizedes Erika hívta életre 2007-ben. A közösség alapító magját a 90-es években a Magyar Képzőművészeti Egyetemen végzett művészek alkotják, mint Adorján Attila, Gábor Enikő, Gál Krisztián, Kovács Mária. Hozzájuk csatlakozott Halmi-Horváth István, Mihályfi Iván, Z. Szabó Zoltán, majd később Palásti Kovács András, Gesztelyi Nagy Zsuzsa és Korolovszky Anna. 2010-től külföldi művészek is meghívásra kerülnek így bővült a csoport Ilka Habrich, Josephine Bonnet művészekkel.
A művésztelep minden évben fogad vendégművészeket is mint Dobos Tamás, Párkányi Raab Péter, Pintér Júlia, Simon Csilla, Tóth Tamás, Krzysztof Ducki, Árendás József, Varga Gábor Farkas, Gál Kristóf.
A művésztelep helyszíne az északi Bükkben fekvő Nagyvisnyó község.